# 정인하
정인하(鄭寅夏, ? ~ ?)는 대한제국과 일제강점기의 경찰이다.

## 생애
본적지는 전라북도 지역이다. 대한제국 말기인 1907년을 전후하여 전북 전주경찰서에서 경부로 재직하고 있었다. 1908년에는 남원경찰서와 고부경찰서에 발령받았으며, 고부경찰서 경부로 근무하면서 일제가 호남 지역의 의병 토벌을 위해 대대적으로 벌인 남한 대토벌 작전에 참가해 의병 부대원을 체포했다.
1910년 한일 병합 조약이 체결되면서 조선총독부 소속 경부가 되었다. 이후 1922년까지 경상남도 부산경찰서와 경상북도 안동경찰서, 전북 진안경찰서, 남원경찰서에서 경부로 일했다. 총독부 경찰로 일한 기간은 약 12년 가량이다. 3·1 운동 직후에는 겸역위원을 겸임했다.
남원경찰서에서 근무하던 1920년에는 다이쇼 천황이 은사령을 내리자 이를 홍보하기 위해 남원군수와 함께 군내 여러 지역을 다니며 강연을 했다. 강연 내용은 총독부 기관지인 《매일신보》 구독을 권유하는 것 등이었고, 듣는 사람들이 감동할 만큼 열성을 다했다고 보도되었다.
안동경찰서 경부 재직 중이던 1912년과 1915년에 일본 정부로부터 한국병합기념장과 다이쇼대례기념장을 받은 바 있다.
2007년 대한민국 친일반민족행위진상규명위원회가 발표한 친일반민족행위 195인 명단에 들어 있다. 2008년 민족문제연구소가 공개한 친일인명사전 수록예정자 명단 중 경찰 부문에도 선정되었다.

## 참고자료
- 친일반민족행위진상규명위원회 (2007년 12월). 〈정인하〉 (PDF). 《2007년도 조사보고서 II - 친일반민족행위결정이유서》. 서울. 1473~1477쪽쪽. 발간등록번호 11-1560010-0000002-10. [깨진 링크(과거 내용 찾기)]